# Viadotto di Wiesen
Il viadotto di Wiesen (in tedesco Wiesener Viadukt) è un ardito ponte in pietra che varca la profonda gola in cui scorre il torrente Landwasser, nel cantone svizzero dei Grigioni.
Il ponte è percorso dalla ferrovia Davos-Filisur, e prende il nome dal vicino centro abitato di Wiesen, nel territorio comunale di Davos.